# Jiří Hálek
Jiří Hálek, né Hugo Frischmann le 10 septembre 1930 à Prague et mort le 18 décembre 2020 à Říčany, est un acteur tchèque.

## Biographie
Après des études à l'Académie des Arts du Spectacle de Prague, il travaille brièvement à Ostrava au Divadlo Petra Bezruče, puis effectue son service militaire obligatoire dans l'ensemble militaire Vítězná křídla. Il joue ensuite à Mladá Boleslav, d'où il déménage pour le Théâtre Paravan. De 1965 à 2002, il est membre de la troupe du Club dramatique. Il y apparait dans 41 pièces. il  fait ses adieux au Club dramatique en 2002 et joue dans des productions et séries télévisées jusqu'en 2008.
Hálek a fait ses débuts au cinéma en 1948 dans le film  Křižovatka života. Il apparaît principalement dans des seconds rôles comme dans les films Nejkrásnější věk (1968), Holka na zabití (1975), Marečku, podejte mi pero! (1978), Vrchní, prchni (cs) (1980) et Tři veteráni (cs) (1983). Dans le film policier Motiv pro vraždu (1974), il incarne un toxicomane dérangé. Il joue des rôles plus importants dans les films L'Après-midi d'un vieux faune (1983) et Výbuch bude v pět (1984).
Il tient aussi de nombreux de théâtre à la radio.
Il meurt le 18 décembre 2020, à l'âge de 90 ans.

## Filmographie

### Cinéma
- 1948 : Křižovatka života
- 1951 : Pension pour célibataires  : Pán
- 1966 : Trains étroitement surveillés : le transcripteur
- 1967 : Svatba jako řemen : un homme marié
- 1968 : Nejkrásnější věk
- 1970 : Messieurs, j'ai tué Einstein
- 1970 : Un cas pour un bourreau débutant
- 1974 : Motiv pro vraždu
- 1975 : Holka na zabití : le cordonnier
- 1978 : Marečku, podejte mi pero! : le directeur
- 1980 : Vrchní, prchni (cs)
- 1983 : Tři veteráni (cs)
- 1983 : L'Après-midi d'un vieux faune : Josef, l'ami du faune
- 1984 : Výbuch bude v pět

### Télévision
- 1972 : Pan Tomšík , téléfilm : Bohous